# Ковасна (город)
Ковасна (рум. Covasna, венг. Kovászna) — город в Румынии в составе жудеца Ковасна.

## История
Впервые упоминается в документе 1548 года как «Kowazna». За свою историю не раз страдал от пожаров, а в 1802 году был разрушен землетрясением.
С 1880-х годов стал развиваться как курорт, так как в его окрестностях имеется много минеральных источников.